# Ibrahim Thiaw

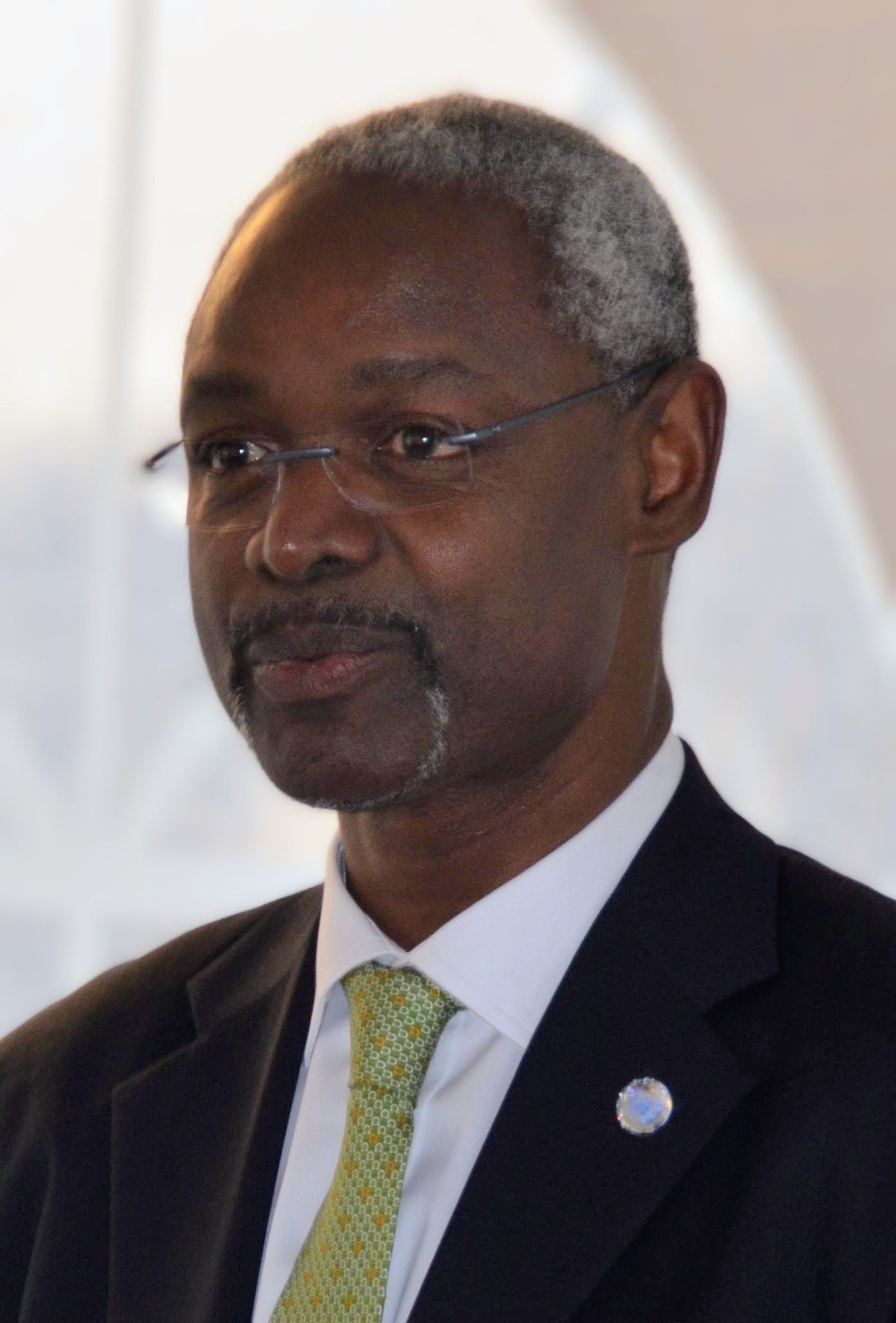
Ibrahim Thiaw (2016)

Ibrahim Thiaw (* 1957 in Tékane/Trarza) ist ein mauretanischer Forstwissenschaftler. Er ist seit 2019 Exekutivdirektor des Sekretariats zur Umsetzung der UN-Konvention zur Bekämpfung der Wüstenbildung (UNCCD).

## Biographie
Ibrahim Thiaw kam 1957 in Tékane im südwestmauretanischen Bezirk Trarza zur Welt. Er absolvierte von 1979 bis 1983 ein Studium in Forstwirtschaft und Forstprodukttechnik an der Ecole Nationale Forestière d'Ingénieurs im marokkanischen Salé.
Anschließend arbeitete er 10 Jahre für das mauretanische Ministerium für ländliche Entwicklung. Er wechselte zur International Union for Conservation of Nature, zunächst als Regionaldirektor für Westafrika, zuletzt leitete er die Organisation als Generaldirektor.
2007 wurde Thiaw beim Umweltprogramm der Vereinten Nationen (UNEP) Direktor der Abteilung für die Umsetzung der Umweltpolitik. Von 2013 bis 2018 war er beim UNEP als stellvertretender Exekutivdirektor für die strategischen Vision zuständig, er beaufsichtigte die Entwicklung und Umsetzung der mittelfristigen Strategie und des Arbeitsprogramms und koordinierte die Zusammenarbeit mit Regierungen und anderen Umweltgremien.
UN-Generalsekretär António Guterres ernannte Thiaw 2018 zum Sonderberater für die Sahelzone. In dieser Funktion unterstützte er die Weiterentwicklung der Integrierten Strategie der Vereinten Nationen für die Sahelzone (UNISS) und des UN-Unterstützungsplans für die Sahelzone (Working Together for a Prosperous and Peaceful Sahel).
Seit Februar 2019 ist Thiaw als Nachfolger der Französin Monique Barbut Exekutivdirektor des Sekretariats der UN-Konvention zur Bekämpfung der Wüstenbildung (UNCCD) in Bonn und bekleidet den Rang eines UN-Untergeneralsekretärs. 2022 leitete Thiaw nach dem Rücktritt von Patricia Espinosa kommissarisch das Sekretariat des UN-Rahmenabkommens zum Klimawandel ebenfalls in Bonn, bis Simon Stiell das Amt am 15. August übernahm.